# 拉尔德罗
拉尔德罗，是西班牙拉里奥哈自治区的一个市镇。总面积20平方公里，总人口4198人（2001年），人口密度210人/平方公里。